# Areola (anatomia)

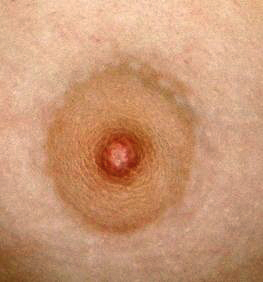
Areola di una donna

In anatomia con il termine areola (dal latino "area") si intende la zona circolare altamente pigmentata che circonda il capezzolo, di colore differente dal resto della mammella.

## Morfologia
La zona delimitata dell'areola è preposta all'allattamento materno, e sulla sua circonferenza sfociano i condotti mammari, dai quali fuoriesce il latte. Sull'areola si trovano inoltre le ghiandole di Montgomery, che hanno lo scopo di mantenere lubrificata la zona dell'areola, favorendo l'assunzione del latte.

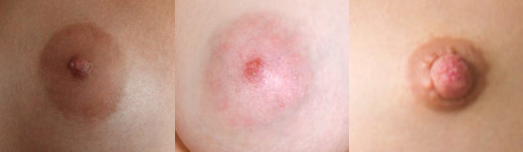
Le dimensioni ed il colore dell'areola sono variabili e cambiano da donna a donna

La particolare colorazione dell'areola è associata a due particolari pigmenti presenti in questa zona, che sono l'eumelanina e la feomelanina: a seconda della loro concentrazione l'areola si presenterà più bruna (se il tessuto areolare è più abbondante di eumelanina), più rossastra o rosacea (se il tessuto areolare è più abbondante di feomelanina). La colorazione dell'areola è inoltre associata a variazioni ormonali, dovuti al ciclo mestruale, assunzione di particolari farmaci o invecchiamento. Inoltre l'areola in genere assume una colorazione più scura durante il periodo della gravidanza, durante la quale subisce inoltre varie modificazioni, tra cui l'aumento delle dimensioni e del volume.
Le dimensioni dell'areola sono variabili: in genere l'areola cresce di dimensioni durante lo sviluppo adolescenziale nelle ragazze (mediamente intorno ai 30-35 mm di diametro, ma si può arrivare in diverse donne anche oltre i 100 mm), mentre gli uomini mantengono un'areola di minori dimensioni (circa 20–25 mm di diametro).

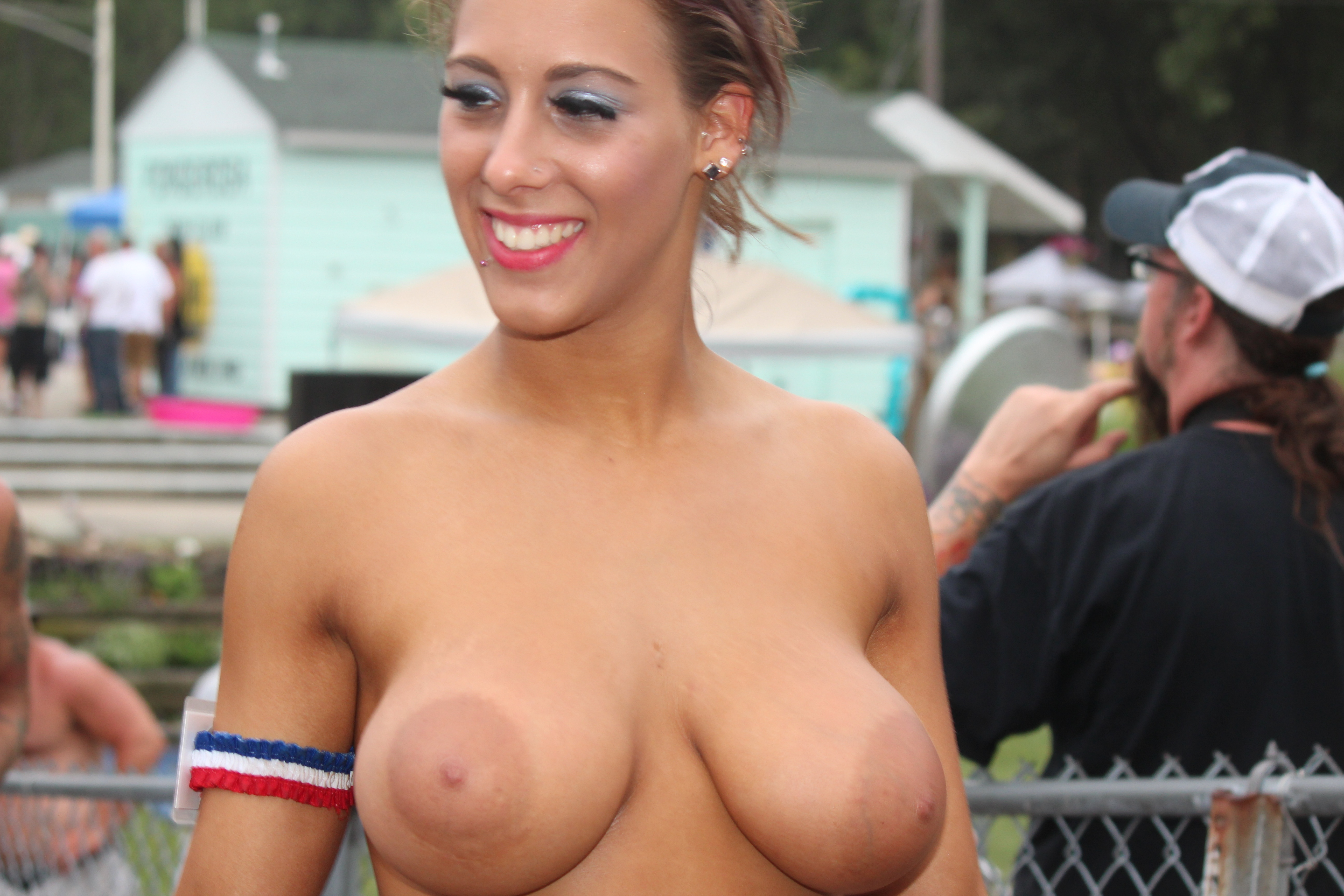
Areole di una donna. Le donne adulte hanno una media di 38,1 mm, ma le dimensioni variano fino a 100 mm o superiori

La forma dell'areola può essere circolare od ovale. L'areola è posizionata al centro ed al culmine della mammella. Il capezzolo è posizionato al centro dell'areola e generalmente vi è correlazione diretta tra dimensione del capezzolo e dimensione dell'areola differenziano soggetto a soggetto con nesse patologie correlate.